# (6954) Potemkine
Pour les articles homonymes, voir Potemkine.
(6954) Potemkine est un astéroïde de la ceinture principale.

## Description
(6954) Potemkine est un astéroïde de la ceinture principale. Il fut découvert le 4 septembre 1987 à Naoutchnyï par Lioudmila Jouravliova. Il présente une orbite caractérisée par un demi-grand axe de 2,18 UA, une excentricité de 0,14 et une inclinaison de 3,1° par rapport à l'écliptique.

## Compléments